# Handbol'nyj Klub Motor
L'HC Motor Zaporižžja è una squadra di pallamano maschile ucraina con sede ad Zaporižžja.

## Palmarès
- Campionato ucraino: 8

2012-13, 2013-14, 2014-15, 2015-16, 2016-17, 2017-18, 2018-19, 2019-20
- Coppa d'Ucraina: 6

2012-13, 2014-15, 2015-16, 2016-17, 2017-18, 2018-19
- Supercoppa ucraina: 4

2015, 2016, 2017, 2018

## Rosa
Portieri
- 28  Maxym V'yunyk
- 33  Ivan Maroz
- 55  Gennadiy Komok

Ali sinistre
- 11  Zakhar Denysov
- 31  Oleksandr Kasai

Ali destre
- 5  Iurii Kubatko
- 19  Eduard Kravchenko
- 20  Artem Kozakevych

Pivot
- 6  Maxim Babichev
- 25  Pavlo Gurkovsky
- 27  Ivan Burzak
- 74  Viachaslau Bokhan
- 77  Dmytro Tiutiunnyk

Terzini sinistri
- 17  Ihor Turchenko
- 18  Carlos Molina Cosano
- 24  Dmytro Horiha

Centrali
- 7  Aidenas Malašinskas
- 10  Barys Pukhouski
- 35  Taras Minotskyi

Terzini destri
- 13  Miloš Orbović
- 22  Vladyslav Dontsov